# Seleção Macedônia de Voleibol Masculino
A seleção macedônia de voleibol masculino é uma equipe europeia composta pelos melhores jogadores de voleibol da República da Macedônia. A equipe é mantida pela Federação de Voleibol da Macedônia (Odbojkarska Federatsija Na Makedonija). Encontra-se na 120ª posição no ranking mundial da FIVB segundo dados de 4 de janeiro de 2012.